# 张云龙 (解放军)
张云龙（1910年—2006年），字湖雷，福建永定人，中国人民解放军将领、中国人民解放军开国少将。
曾任中国人民志愿军24军副军长。1955年，授予中国人民解放军少将，后擔任北京军区副司令员。